# Universidade de Freiburgo

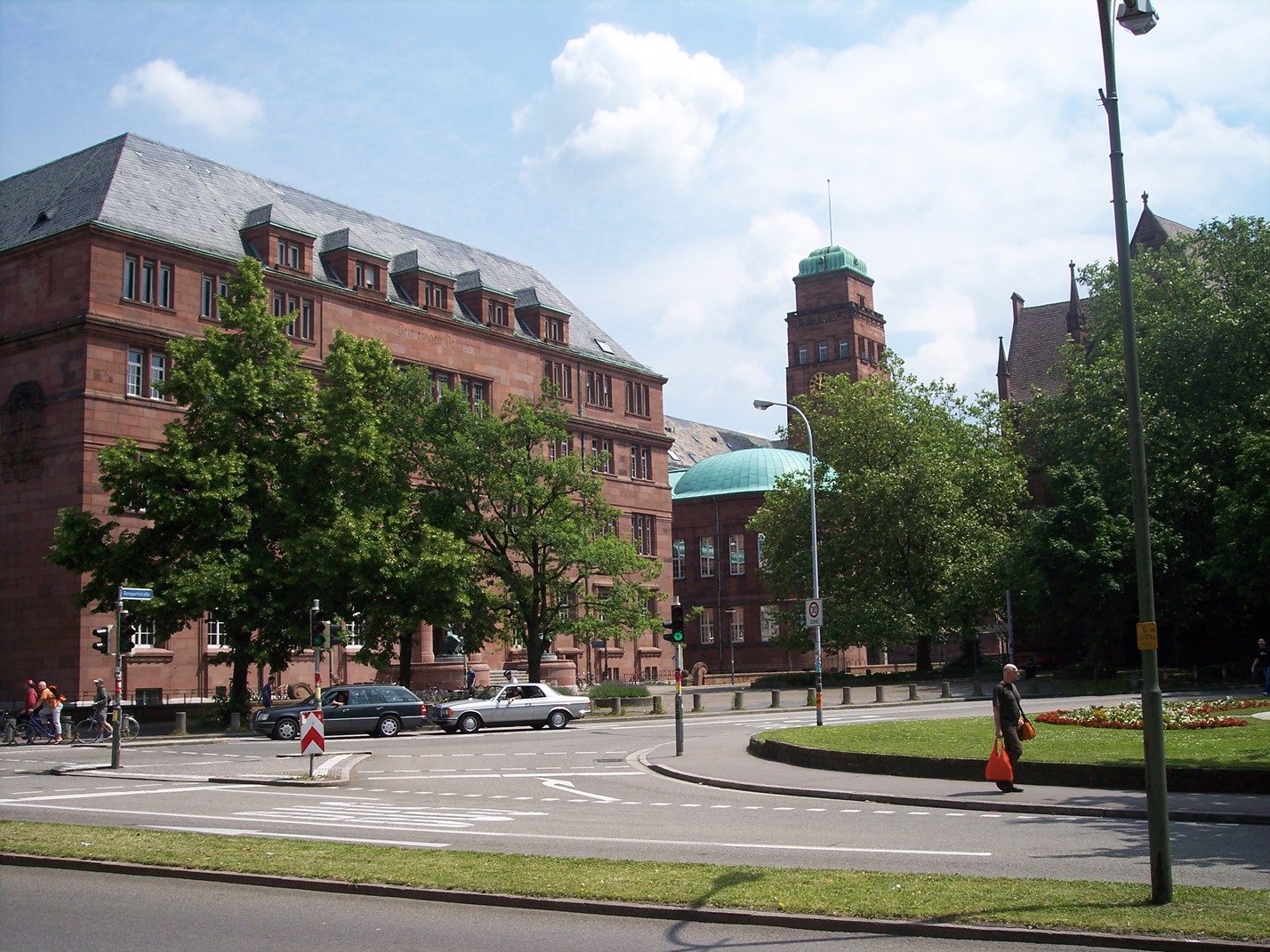
Kollegiengebäude, erguido em 1913, como o prédio principal da universidade.

A Universidade de Freiburgo (em alemão: Albert-Ludwigs-Universität Freiburg) é uma universidade publica fundada em 1457, pelos Habsburgos, e localizada em Friburgo em Brisgóvia, Alemanha. Foi a segunda universidade criada no território da Áustria habsburgueana, logo após a Universidade de Viena. A universidade é atualmente a quinta universidade mais velha da Alemanha. 19 vencedores do Prémio Nobel estão associados com a universidade, e muitos dos acadêmicos da universidade foram premiados com o maior prêmio de pesquisa alemão para o trabalho feito enquanto na universidade.

## Faculdades
A Universidade possui 11 faculdades:
- Faculdade de Teologia
- Faculdade de Direito
- Faculdade de Medicina
- Faculdade de Economia e Ciências do Comportamento
- Faculdade de Filologia
- Faculdade de Filosofia (que inclui no sistema alemão os institutos de História, Sociologia, Filosofia, entre outros)
- Faculdade de Matemática e Física
- Faculdade de Química, Farmácia e Geociências
- Faculdade de Biologia
- Faculdade de Ciências Ambientais
- Faculdade de Engenharia

## Personalidades
Personalidades que receberam o Prêmio Nobel (em sua maioria em ciências exatas e bio-médicas):
- Friedrich August von Hayek, professor (1974, economia)
- Robert Bárány, cientista (1914, medicina)
- Paul Ehrlich, estudante (1908, medicina)
- Philip Showalter Hench, estudante (1950, medicina)
- George de Hevesy, estudante e professor (1943, química)
- J. Hans D. Jensen, estudante (1963, física)
- Georges Jean Franz Köhler, estudante e professor (1984, medicina)
- Bert Sakmann, estudante (1991, medicina)
- Mario J. Molina, estudante (1995, química)
- Hans Adolf Krebs, estudante (1953, medicina)
- Otto Fritz Meyerhof, estudante (1922, medicina)
- Hans Spemann, professor (1935, medicina)
- Hermann Staudinger, professor (1953, química)
- Heinrich Otto Wieland, professor (1927, química)
- Adolf Otto Reinhold Windaus, estudante (1928, química)
- Georg Wittig, professor (1979, química)
- Otto Heinrich Warburg, estudante (1931, medicina; Prêmio Nobel 1944 em medicina foi oferecido, mas o agraciado foi forçado a declinar por motivos políticos)